# ريغي سميث
ريغي سميث (بالإنجليزية: Reggie Smith)‏ (و. 1986  م) هو لاعب كرة قدم أمريكية، من الولايات المتحدة، ولد في إدموند، يلعب كمُؤمن ‏.